# Carla Camacho
Carla Camacho Carrillo (Madrid, 2 de mayo de 2005) es una futbolista española que juega como delantera en el Real Madrid Club de Fútbol de la Primera División Femenina de España e internacional con las categorías inferiores de la Selección femenina de fútbol sub-19 de España.

## Trayectoria

### Inicios. Promesa del fútbol madrileño
Carla se inició en el fútbol en Orcasitas con apenas cinco años, antes de pasar a las categorías formativas del Club Atlético de Madrid en 2012. Tras progresar por los diferentes equipos, donde compaginaba posiciones de centrocampista con la delantera, y con las que se proclamó campeona de España sub-13. Finalmente se incorporó a la disciplina del Real Madrid Club de Fútbol en 2020. Iniciada en el equipo juvenil, con quince años, sus destacadas actuaciones —con 29 tantos en apenas diez encuentros—, la llevaron a ser una habitual del equipo filial esa misma temporada. Como una de las referentes en la delantera, anotó once goles en quince encuentros. Su debut se produjo el 15 de noviembre frente al Atlético Pinto, y en donde anotó un doblete.
Delantera de gran agilidad, potencia, y notable golpeo de balón, fue señalada junto a Ariana Arias —también canterana del club— como una de las jugadoras de mayor proyección del panorama nacional. Unido a su poderío físico y envergadura pese a su edad, le permite destacar en el juego de espaldas y crear el hueco necesario para resolver en el área. Finalizó pues su primera temporada con 40 goles en 25 partidos.
Para el nuevo curso compaginó en equipo juvenil con el filial, el Real Madrid Club de Fútbol "B". Su debut en competición nacional se produjo el 5 de septiembre de 2021 frente al Torrelodones Club de Fútbol, tras disputar como suplente la última media hora del encuentro de la Primera Nacional. Anotó su primer tanto en la segunda jornada, disputada el 12 de septiembre, en la victoria por 0-5 frente a la Asociación Deportiva Laurus. Su buena progresión hizo que el 10 de octubre debutara con el primer equipo, en el encuentro frente a la Sociedad Deportiva Eibar. Camacho entró en los instantes finales sustituyendo a Caroline Møller.
El equipo se proclamó campeón en su estreno en Primera Nacional, lo que le valió el ascenso a la Segunda Federación, nueva tercera categoría. En lo particular, finalizó la temporada como tercera máxima anotadora del equipo con once goles, mismos que Laura Herráiz Dina, y por detrás de Ariana Arias (13) y Belén Peralta (12). Anotó dos hat-tricks, uno en la victoria por 5-1 ante el DUX Logroño "B", y otro en el 1-3 frente al Atlético de Madrid "C".

## Selección
Integrante de las categorías inferiores de la selección española, fue convocada por primera vez con el combinado sub-17 de Kenio Gonzalo en mayo de 2021 para unas sesiones de entrenamiento. Posteriormente, tras ser incluida como integrante del equipo, debutó el 18 de agosto frente a Noruega, con victoria por 2-5 y en donde Carla anotó dos tantos.

## Estadísticas

### Formativas
| Formativas             | Temporada        | Div.             | Liga  | Liga  | Ascenso | Ascenso | Regional | Regional | Total | Total | Media goleadora |
| Formativas             | Temporada        | Div.             | Part. | Goles | Part.   | Goles   | Part.    | Goles    | Part. | Goles | Media goleadora |
| ---------------------- | ---------------- | ---------------- | ----- | ----- | ------- | ------- | -------- | -------- | ----- | ----- | --------------- |
| Real Madrid C. F. Juv. | 2020-21          | Pref.            | 10    | 29    | –       | –       | –        | –        | 10    | 29    | 2.90            |
| Total formativas       | Total formativas | Total formativas | 10    | 29    | 0       | 0       | 0        | 0        | 10    | 29    | 2.90            |
| 1. 2.                  |                  |                  |       |       |         |         |          |          |       |       |                 |

### Clubes
Actualizado al último partido disputado el 1 de junio de 2022.
| Club                  | Temporada     | Div.          | Liga  | Liga  | Copa  | Copa  | Internacional | Internacional | Total | Total | Media goleadora |
| Club                  | Temporada     | Div.          | Part. | Goles | Part. | Goles | Part.         | Goles         | Part. | Goles | Media goleadora |
| --------------------- | ------------- | ------------- | ----- | ----- | ----- | ----- | ------------- | ------------- | ----- | ----- | --------------- |
| Real Madrid C. F. "B" | 2020-21       | Pref.         | 15    | 11    | –     | –     | Inaccesibles  | Inaccesibles  | 15    | 11    | 0.73            |
| Real Madrid C. F. "B" | 2021-22       | 1.ª Nac.      | 13    | 11    | –     | –     | Inaccesibles  | Inaccesibles  | 13    | 11    | 0.85            |
| Real Madrid C. F.     | 2021-22       | 1.ª           | 4     | –     | –     | –     | –             | –             | 4     | 0     | 0               |
| Real Madrid C. F.     | 2022-23       | 1.ª           | 4     | –     | –     | –     | –             | –             | 4     | 0     | 0               |
| Real Madrid C. F.     | 2023-24       | 1.ª           | 4     | –     | –     | –     | –             | –             | 4     | 0     | 0               |
| Total carrera         | Total carrera | Total carrera | 32    | 22    | 0     | 0     | 0             | 0             | 32    | 22    | 0.69            |
| 1. 2. 3.              |               |               |       |       |       |       |               |               |       |       |                 |